# خيمكي (كرة سلة)
خيمكي هو فريق كرة سلة روسي تأسس في 1997 يقع في خيمكي، محافظة موسكو، روسيا. يلعب في دوري اتحاد في تي بي.

## وصلات خارجية
- الموقع الإلكتروني

قالب:دوري اتحاد في تي بي